# ナターリヤ・グートマン
ナターリヤ・グリゴーリエヴナ・グートマン（ロシア語: Ната́лия Григо́рьевна Гу́тман；ラテン文字表記:Natalia Grigorievna Gutman、1942年11月14日 カザン - ）は、ソ連出身のチェリストである。

## 略歴
1942年、音楽家の家庭に生まれた。5歳の時からチェロを弾き始め、最初は継父・ロマン・サポリジニコフの下で学んだ。その後14歳の時から、レオポルト・アウアーに学んだ祖父アニシム・ベルリンの下でチェロの学習を始めた。
13歳のときにモスクワ音楽院に入学し、ガリーナ・コズルポワの門下に入った。卒業証書を得た後ムスティスラフ・ロストロポーヴィチの助手となり、またスヴャトスラフ・リヒテルの知遇を得て、大きな影響を受けた。リヒテルの側もグートマンに影響され、彼女のことを根っからの音楽家と呼んでいた。
数々のコンクールに出場し、1964年のチャイコフスキー・コンクールでは第3位に入り、ウィーン国際青少年音楽祭においては金メダルを獲得した。1966年の国際ドヴォルザーク音楽祭では首位を射止めた。さらに1967年のドイツ公共放送連盟国際音楽コンクールにおいては、ピアノ伴奏のアレクセイ・ナセトキンと室内楽部門において金メダルを獲得している。
これまでに、クラウディオ・アバドやベルナルト・ハイティンク、クルト・マズア、リッカルド・ムーティ、セルジュ・チェリビダッケ、ヴォルフガング・サヴァリッシュ、ユーリ・テミルカーノフらの著名な指揮者のもとで、ウィーン・フィルハーモニー管弦楽団やベルリン・フィルハーモニー管弦楽団、ミュンヘン・フィルハーモニー管弦楽団、サンクトペテルブルク・フィルハーモニー管弦楽団、ロンドン交響楽団、ロイヤル・コンセルトヘボウ管弦楽団などの国際的に名高いオーケストラと共演を重ねた。また得意とするバッハの《無伴奏チェロ組曲》の全曲演奏を、モスクワやベルリン、ミュンヘン、バルセロナ、マドリッドなどで行なってきた。
室内楽の分野では夫のオレグ・カガンやユーリ・バシュメト、アレクセイ・リュビモフ、アイザック・スターン、エリソ・ヴィルサラーゼ、エフゲニー・キーシンらと共演している。
とりわけ現代音楽の演奏に関心を寄せ、アルフレード・シュニートケやエディソン・デニソフ、ソフィヤ・グバイドゥーリナからは作品を献呈されている。
教育者としては後進の指導にも力を入れ、パリ・セルゲイ・ラフマニノフ音楽院のヴァイオリン科やいくつかの音楽祭において、国際的なマスタークラスを主宰している。

## 家族・親族
- 父：アルフレッド・アニシモヴィチ・ベルリン(1912—1978)は有機化学研究者。
- 母：マリヤ・ヤコヴレヴナ・ブートマン(1914—1982)はピアニスト。モスクワ音楽院でゲンリフ・ネイガウスに師事した。
- 継父：ロマン・エヒルロヴィチ・サポリジニコフ(1903—1987)はチェリスト。
- 最初の夫：ウラジミール・アレクセーヴィチ・マロズ(1929—2019)は画家。
- 夫：オレグ・カガンはヴァイオリニスト（1946—1990）はヴァイオリニスト。死別した。
- 娘：マリア・カガンはヴァイオリニスト。ポルトガルで活動している。
- 息子：アレクサンドル・カガン(1984-)はヴァイオリニスト。ベルゲン・フィルハーモニー管弦楽団のコンサートマスター。